# أثيس (باد كاليه)
أثيس، باد كاليه (بالفرنسية: Athies, Pas-de-Calais) هي بلدية فرنسية تقع في إقليم باد كاليه من منطقة نور با دو كاليه في شمال فرنسا. تبلغ مساحة هذه المدينة 4.34 (كم²)، وترتفع عن سطح البحر 51 م، يبلغ عدد سكانها 1003 نسمة حسب إحصاء المعهد الوطني للإحصاء والدراسات الاقتصادية سنة 2009 م. وترأس Jean-Marc Parmentier البلدية خلال فترة (2008-2014).